# Айдин – Мугла
Айдин – Мугла – трубопровід, по якому подали природний газ до розташованої на південному заході Туреччини провінції Мугла.
Трубопровід є відгалуженням від потужного магістрального газопроводу Кайсері – Ізмір. Він починається в районі Айдину та прямує через Ятаган до міста Мугла. Довжина цієї ділянки становить 90 км, діаметр труб – 400 мм. На трасі довелось спорудити 2,35 км спеціальних ділянок, з яких 1,15 км виконані за допомогою технології спрямованого горизонтального буріння.
Хоча трубопровід завершили у 2009 році, проте проект газифікації Мугли та Ятагану стартував лише в кінці 2014-му. Його успішна реалізація мала зменшити забруднення повітря у зимовий період за рахунок використання для опалення більш екологічного виду палива.
За первісними планами, газопровід Айдин – Мугла мав стати лише першим етапом у газифікації провінції, створивши передумови для прокладання відгалужень до курортних міст Бодрум та Мармарис. Проте оголошена в 2013 році компанією BOTAŞ (на замовлення якої і спорудили трубопровід до Мугли) попередня підписка на підключення до газової мережі провалилась: у Бодрумі таке бажання виявили менше сотні господарств, а в Міласі взагалі жодне. При цьому критерій, встановлений BOTAŞ для прийняття рішення про спорудження відгалуження до Бодруму, передбачав підписку не менше ніж 60% абонентів, які використовують для опалення електроенергію. Як зазначалось, найбільші потенційні споживачі у Бодрумі – готелі – в більшості вже почали використовувати стиснений газ, а тому не мали критичної проблеми з опаленням через надмірне зростання навантаження на електромережі взимку. Станом на початок 2020-х відгалуження до Бодруму так і не почали споруджувати, втім, у квітні 2021-го мер цього міста анонсував, що проект спробують реанімувати найближчим часом.